# 滕特林根
滕特林根是瑞士的城鎮，位於該國西部，由弗里堡州負責管轄，面積3.61平方公里，海拔高度728米，2011年人口1,234，八成人口信奉羅馬天主教，人口密度每平方公里342人。

## 外部連結
- Official website （页面存档备份，存于） （德文）